# جوناثان وايت
جوناثان وايت (21 أغسطس 1979 ببرستل في المملكة المتحدة - ) (بالإنجليزية: Jonathan White)‏ هو لاعب كريكت بريطاني.